# 12012
12012（日文寫法為「イチニーゼロイチニ」）是一個日本的視覺系樂團，團員們都出身愛媛或是兵庫，目前所屬的事務所是HEAVEN SWITCH，為一間新設立的獨立事務所。樂團的簡稱有「12（イチニー）」、「凶器所持」等等。

## 成員
宮脇　渉（主唱）

- 1980年7月23日生，B型
- 愛媛縣新居濱市出身。12012所有作品的歌詞都出自他手。

酒井洋明（上手吉他）

- 1982年6月25日生，B型
- 愛媛縣伊予郡砥部町出身。12012作品大半都是由他作曲。

齋藤紳一郎(下手吉他)
- 8月19日生，B型
- 2013年3月起擔任支援吉他手，後於7月20日加入成為正式團員。東京都出身。

塩谷朋之（貝斯、鋼琴）
- 1980年10月7日生，B型
- 兵庫縣神戸市出身。

川内　亨（鼓手）
- 1983年4月11日生，B型
- 愛媛縣新居濱市出身。

## 已退出成員
須賀勇介（下手吉他）
- 1980年6月9日生，A型
- 愛媛縣松山市出身，擔任團長，松山大學中退。2007年9月以前是用「須賀憂介」的名字。在2010年12月12日演唱會後退團。

## 凶器所持
2005年5月5日開始的巡迴演出「SPRING TOUR 2009 HEADS UP!! TOUR FINAL All out attack」的開場來賓。設定成是2005年結成的12012的copy樂團。(換句話說就是團員們的分身角色...)

除了2005年在池袋舉辦過oneman之外 ,在2013年5月1日的十週年紀念live中擔任開場來賓，此外11月10日也會在高田馬場AREA舉行的「HEAVEN SWITCH Presents "INNOVATOR's TRIGGER vol.3"」中演出。
- Six(シックス):主唱
- John(ジョン):吉他
- 炒蔬菜(そうぱいさい):吉他
- t(ティー):貝斯
- River Phoenix(リバー・フェニックス):鼓手

## 簡要介紹
- 2003年5月結成，中心概念為「人間內部的狂氣」。
- 「12012」原本是洛杉磯警察所使用的暗號，意思是「凶器所持」。
- 2007年6月13日以單曲「CYCLONE」主流出道。
- 詞、曲都由成員們親自創作。
- 在地下時期就有在歐美演出的經驗。
- 地下時期的作品其實有一個類似故事的關聯性，是一位少年的角度來思考，描寫主角的心理以及世界觀。
- 12012的歌迷可以稱為「數子」，前面可以加上喜歡的團員的姓氏，例如「川內數子」等。
- 第三張單曲「MERRY GO ROUND」的PV中，邀請日本演員岸部四郎參加演出。

## 歷史

### 結成前
起初團員們分散在大阪活動的兩個樂團：宮脇渉、須賀勇介結成的「Lubis Cadir」以及塩谷朋之所屬的「Mist of Rouge」，另外是在愛媛縣活動的川內亨所屬的「ネジレ」以及酒井洋明的「KiLLa」。2003年「Lubis Cadir」和「Mist of Rouge」都解散，宮脇想要組成新團，就和酒井、塩谷、須賀商量此事，後來他們又看到川內的表演，就招募他為團員。於是在2003年5月1日結成，決定了12012的團名與中心概念。

### 地下時期(2003年～2006年)
12012和KISAKI的公司「UNDERCODE PRODUCTION」簽約，並且在5月31日舉行第一場演出「Empty holy night」，接著在7月28日發行首張單曲「depression sign」（限定1000張），2004年發行第二張單曲「Shudder」（限定3000張），4月28日發行第一張迷你專輯「Increasingly」（限定5000張）。2006年第二次參與了幾個樂團一起製作的集合專輯（由UNDERCODE PRODUCTION主導），也首次參與此專輯發行的紀念巡迴公演。在「Shudder」時期，他們的演出觀眾常常只有寥寥數十人，但是從此以後動員的觀眾越來越多。接下來的三連發迷你專輯「ベルサレム」（限定3000張）、「Knight mare」（限定3000張）、「深～deep～」發行，都在短時間內銷售一空！從那時候開始，跟相同事務所的樂團「ヴィドール」、「Phantasmagoria」被視為UNDERCODE PRODUCTION旗下的三大主力樂團。

2005年3月底開始第一次的oneman演出「against supreme」，接著在2006年2月1日發行第一張專輯「PLAY DOLLs」以及精選輯「not obtain+1」。在5月10日發行的第五張單曲「Heart」拿下了公信榜地下排行榜的第一名佳績，緊接著又發行下一張作品「PISTOL」，也開始了海外發展，在德國、法國都曾經舉辦演出。

2006年11月15日發行第八張單曲「Over....」，12月初將前面所提的三連發迷你專輯重新壓製發行。在地下時期最後的作品之後，「少年」的故事便正式畫下句點，也代表了12012即將蛻變。

### 移籍Free-Will（2007年）
在移籍之前參與了卒業演出「深 絆〜Graduation & Departure〜」，在演出的最後一天與Free-Will事務所以及環球唱片旗下的NAYUTAWAVE RECORDS簽約，活動據點正式轉移到東京。（註：UNDERCODE PRODUCTION所在地為大阪）在2006年6月17日發行「サイクロン」，正式主流出道。同年7月到美國參加演出，7月底開始了全國巡迴演唱。12月31日參加了兩個跨年演出，分別是「Over the Edge '07」與「YEAR END of HOLIDAY 2007-2008」在發生諸多變化的2007年，年底也是馬不停蹄的參加了各種演出，可說是豐收的一年。

### 結成5週年（2008年）
2008年的重點即是結成5週年紀念，在年初就宣布了5月15日開始巡迴演出「5th Anniversary Live 『嵐』」。2月底宣布在4月發行單曲「MERRY GO WORLD」，3月宣布作品首次成為戲劇的形象曲，朝日電視台的節目「Wild Strawberry」使用「サイクロン」為片頭曲，「Lovers」為片尾曲。4月16日發行新曲「MERRY GO WORLD」，因為PV邀請演員岸部四郎演出，許多新聞都報導了此事。8月發行新曲「太陽」，9月發行DVD「5th Anniversary Special Live『嵐』」，獲得公信榜音樂DVD排行榜周榜的第15名。接著第五張單曲「逢いたいから....」發行，在有線放送播放後詢問度極高，在10月是第八名，11月則是第六名。

12月在大阪舉行oneman演唱會，在演出結束時播放了新曲「As」的PV。

### 總攻擊開始（2009年～2010年）
2009年一開始便連續發行了「As」、「Hallelujah」及專輯「mar maroon」。2009年揭示了「總攻擊開始」的目標，目的是為了2008年累積的經驗以及實力，在3月13日開始了全國巡迴演唱「SPRING TOUR 2009 HEADS UP!!」。這次巡迴的規模比以前都還要大，最終場「SPRING TOUR 2009 HEADS UP!! FINAL All out attack」的地點選在SHIBUYA-AX，還企劃了特別來賓「凶器所持」。接著策劃了夏日巡迴演出「灼熱のXII Days THE BURNING 12DAYS」，前半段名為「首都圏SIX DAYS」，後半段則名為「THE GUILTY OF SIX DAYS」。10月7日發行第8張單曲「薄紅と雨」，且開始同名的全國巡迴演出以及新曲紀念演出。

在屬於12012的日子──12月12日舉行了免費演唱會，地點在渋谷公会堂，也宣佈了下一張單曲「TATTOO」發行的日子。「TATTOO」發行之後也有紀念演出，接著3月31日發行演唱會DVD，隔天開始東名阪巡迴演唱。

2010年10月初宣布了須賀勇介即將脫退的消息，同年12月12日的演出結束後正式退出。

### 四人體制時期(2011年～)
在沉寂一段時間之後，2011年2月宣布今後將以四人體制繼續音樂活動，6月5日在新宿BLAZE舉辦名為「departure」的八週年紀念live。7月9日起開始名為「12012 PRESENTS SUMMER TOUR 12CUP」的巡迴live，並邀vistlip及Lc5等樂團一起演出。
2011年11月初官網開始神秘倒數，倒數結束的日期正好是同年的12月12日，這天全新造型解禁並宣布了隔年3月即將發行新專輯的消息，這張與樂團名稱一樣的專輯是四人體制中唯一的完整專輯，在編曲上做了大膽的嘗試，給人全新面貌的感覺，發行之後也引起各方諸多討論。

2012年3月發行了「12012」，此後積極爭取與不同類型的樂團一起演出的機會，讓更多人接觸到他們的音樂。同年8月31日宣布單獨巡迴公演的日程，另外脫離FREE WILL事務所，要自行設立獨立的新公司。11月初開始的巡迴演出從池袋Cyber出發，最終場的日期剛好是屬於他們的12月12日，場地選在渋谷WWW，並於這天發行了會場限定的單曲「CUNNING KILLER」。這張單曲剛好也是事務所獨立之後所壓製的第一張作品，別具意義。另外，這天公演的最後更宣布2013年5月1日要在渋谷O-WEST舉辦10週年紀念演出及新作品的消息。

2013年4月24日發行迷你專輯「DEICIDA OF SILENCE」，這一年的方針也與2012年無異，積極參與各種演出。7月20日新成員齋藤紳一郎正式加入，12012重返五人體制，9月11日將發行新體制之後的首張作品「THE SWAN」。秋季巡迴演出也將在9月初開始。

## 年表
- 2003年

5月1日　結成
5月31日　首場演唱「Empty holy night」
7月28日　地下時期第一張單曲「depression sign」發行
11月3日　主催演出「Formal≠Normal vol:1江坂」
11月29日　主催演出「Formal≠Normal vol:2心斎橋」
- 2004年

1月10日　主催演出「Formal≠Normal vol:3江坂」
1月24日　主催演出「Formal≠Normal vol:4江坂」
3月31日　地下時期第二張單曲「Shudder」發行
4月10日　主催演出「Formal≠Normal vol:5江坂」
4月28日　地下時期第一張迷你專輯「Increasingly」發行
5月3日　第一次oneman演唱「第一審判決」
7月19日起參加UNDER CODE PRODUCTION主催巡迴演唱「Decadence 2004〜SPLEEN＆IDEAL〜」
7月30日　參加「Japanesque Rock Collectionz Cure」
9月4日　主催演出「Formal≠Normal vol:6江坂」
10月6日　地下時期第二張迷你專輯「ベルサレム」發行（三個月連續發行第一彈）
10月9日　主催演出「the guilty of sixdays created by [toru kawauchi]」
10月16日　主催演出「the guilty of sixdays created by [yusuke suga]」
11月3日　地下時期第三張迷你專輯「Knight mare」發行（三個月連續發行第二彈）
11月6日　主催演出「the guilty of sixdays created by [hiroaki sakai]」
11月13日　主催演出「the guilty of sixdays created by [tomoyuki enya]」
12月1日　地下時期第四張迷你專輯「深～deep～」發行
12月4日　主催演出「the guilty of sixdays created by [wataru miyawaki]」
12月12日　oneman演出「SWAY THE SCEPTER〜精神革命〜」
- 2005年

1月7日　參加「REMAIN OF THE 10TH YEARS HISTORY PART.1」與「REMAIN OF THE 10TH YEARS HISTORY PART.2」
2月11日　oneman演出「精神革命」
3月16日　地下時期第三張單曲「swallow」及第四張「SICK」同日發行
3月26日　oneman演出「against supreme」
4月20日　live DVD「CROM」發行
5月24日　主催演出「ebjulizm-TOKYO-」
6月3日　主催演出「ebjulizm-OSAKA-」
6月15日　「depression sign-完全盤-」、「shudder-完全盤-」、「Increasingly-完全盤-」發行；oneman演出「macrograph」
7月27日　PV集「CREATIVE MOVIE 1～架空都市退廃描写～」發行
9月10日　oneman演出「仮釈放～一日目～」、「仮釈放～二日目～」
9月24日　oneman演出「仮釈放～三日目～」
9月25日　oneman演出「仮釈放～四日目～」
9月28日　live DVD「macrograph」發行
- 2006年

1月25日　寫真集「croon after the bed」發行
1月28日　主催演出「sooner modulation program1」
1月29日　主催演出「sooner modulation program2」
2月1日　專輯「PLAY DOLLs」、「not obtain+1」同日發行
2月17日　CD發行紀念oneman演出「dolls play」
4月28日　與ヴィドール一起twoman演出「Above under suspicion」
4月29日　與秘密結社コドモA一起twoman演出「Above under suspicion」
4月30日　與Phantasmagoria一起twoman演出「Above under suspicion」
5月10日　地下時期第5張單曲「Heart」發行
5月31日起oneman巡迴演出「hide&seek」
8月30日　live DVD「hide&seek～TOUR2006～」發行（5個月連續發行第一彈）
9月29日　地下時期第6張單曲「PISTOL」發行（5個月連續發行第二彈）
9月29日　在德國舉行oneman演出「罠～Im'the hermit ～」
10月11日　在法國舉行oneman演出「罠～Im'the hermit ～」
10月18日　地下時期第7張單曲「罠」發行（5個月連續發行第三彈）
10月20日、22日　在美國舉行oneman演出「罠～Im'the hermit ～」
11月15日　地下時期第8張單曲「Over....」發行（5個月連續發行第四彈）
11月15日起oneman巡迴演出「encore tour2006-XII PARTY-」開始
12月3日　「ベルサレム」、「Knight mare」、「深～deep～」再度發行
12月13日　PV集「CREATED MOVIE 2～modern films～」發行（5個月連續發行第五彈）
12月24日　UNDER CODE PRODUCTION主催演出「日本制压2006-聖夜激震-」
12月25日　UNDER CODE PRODUCTION主催演出「日本制压2006-聖夜激震-」
- 2007年

2月11日起UNDER CODE PRODUCTION主催演出「深 絆〜Graduation & Departure〜」
2月21日　live DVD「ENCORE JAPAN TOUR2006 XII PARTY」發行
2月28日　移籍至Free-Will
5月1日　參加「森羅万象～四面楚歌～」
6月13日　第一張單曲「CYCLONE」發行，主流出道
6月17日　oneman演出「Before “THE TRUTH OF THE MODERN SOCIETY”START OF CRACK」
7月6日　參加在紐約舉行的演出「アニメコンベンション」
7月31日起oneman巡迴演出「THE TRUTH OF MODERN SOCIETY」開始
9月1日　須賀憂介改名為須賀勇介
9月19日　主唱宮脇渉因為涉嫌傷害被逮捕，和被害人和解而釋放
10月17日　第二張單曲「SHINE」發行
11月5日起與the studs一起的twoman演出「蠍座は二度笑う　the studs,12012カップリングツアー」開始
11月21日　oneman演出「闘争本能〜extreme〜」
12月12日　第一張專輯「DIAMOND」發行
12月12日起oneman巡迴演出「クアトロ TOUR07」開始
12月22日　與the studs一起的twoman演出「蠍座は二度笑う　the studs,12012カップリングツアー FREE-WILL ONLINE 会員限定」開始
12月31日　參加跨年演出「Over the Edge '07」、「YEAR END of HOLIDAY 2007-2008」
- 2008年

1月4日　參與Jully、heidi.主催演出「Jully&heidi.カップリングツアー「緋」」
1月13日　參加「Foo's Fest 08 〜STAGE.4〜 Ver.OSAKA VOL.1」演出
2月13日　參加ZEAL LINK主催演出「SHIBUYA Valentine Eve」
2月15日起參加ギルガメッシュ主催巡迴演出「stupid tour'08 in JAPAN」
2月21日　參加E.L.L、SPEED DISK主催演出「〜森羅万象 in MID SIDE 5days」
2月23日　參加KY主催演出「[Interpersonal Relationship]tour'08」
3月19日　參加Versailles主催演出「Tokyo Metropolis」
3月24日　參加サディ主催巡迴演出「Spring Tour '08“Draining the crimson tear”」
4月16日　第四張單曲「MERRY GO WORLD」發行
5月15日　結成5周年紀念演出「5th Anniversary Live 「嵐」」開始
7月14日起參加ぴあ主催演出「V系 Times」
8月1日　參加「SCUBER DIVE〜浪花が大変〜」演出
8月4日　參加「SCUBER DIVE〜渋谷が大変〜」演出
8月20日　第四張單曲「太陽」發行（3個月連續發行第一彈）
8月30日　參加「SHOCK WAVE in 大阪城野音」演出
8月31日　參加Phantasmagoria復活、解散公演「深絆〜forbidden -INSANITY of the UNDERWORLD-〜」演出
9月24日　live DVD「5th Anniversary Special Live 『嵐』」發行（3個月連續發行第二彈）
10月29日　第五張單曲「逢いたいから....」發行（3個月連續發行第三彈）
11月24日　參加「Treasurebox@Shibuya extra 11.24 [NACK5 20th] * [Heaven's Rock 15th]」演出
12月12日　oneman演出「嵐〜depth of winters〜」開始
12月31日　參加跨年演出「Over The Edge 2008」
- 2009年

1月21日　第六張單曲「As」發行
2月18日　第七張單曲「Hallelujah」發行
3月11日　第二張專輯「mar maroon」發行
3月13日起oneman巡迴演出「SPRING TOUR 2009 HEADS UP!!」開始
5月5日　oneman演出「SPRING TOUR 2009 HEADS UP!! TOUR FINAL All out attack」
7月10日　參加UNDER CODE PRODUCTION主催演出「関西制压2009 12012凱旋SPECIAL EVENT-」
7月31日　參加「SCUBER DIVE -浪花が大変-」演出
8月3日　參加「SCUBER DIVE -渋谷が大変-」演出
8月6日起oneman巡迴演出「灼熱のXII Days THE BURNING 12DAYS」開始
8月23日　參加「Bands Shock REVOLUTION ～びじゅある祭2009～」演出
10月7日　第八張單曲「薄紅と雨」發行
10月10日　參加「FUJIYAMA MUSIC FESTIVAL09」演出
10月11日起oneman巡迴演出「12012 TOUR -薄紅と雨-」開始
12月12日　無料演出「無法地帯」
12月31日　參加跨年演出「Over The Edge 2009」
- 2010年

2月24日　第九張單曲「TATTOO」發行
2月25日　「TATTOO」發行紀念演出「THE MEANING OF TATTOO」
3月31日　live DVD「無法地帯」發行
4月1日起oneman巡迴演出「TATTOO -the name of decision-」開始
4月11日　「TATTOO -the name of decision-」最終場在SHIBUYA-AX舉行
5月26日　第十張單曲「THE PAIN OF CATASTROPHE」發行
7月14日　第四張專輯「SEVEN」發行
7月24日起oneman tour「12012 2010 SUMMER TOUR SEVEN-Footsteps to steal up on-」
9月18日起live tour「Autumn & Winter TOUR THE FANGS OF KILLER「SEVEN」SADNESS」
12月12日 下手吉他須賀勇介於巡迴演出後宣佈退團
- 2011年

6月5日　8週年紀念live 「departure」
7月9日起「12012 PRESENTS SUMMER TOUR 12CUP」
10月31日　「SPLIT TOUR 2011」
- 2012年

3月14日　第五張專輯「12012」發行
3月19日　Lycaon主辦「The CAPTURE in the dark ID」
4月3日　主辦「狂気乱舞 ～桜花の砌～」
4月30日　凛主辦「the shadow of envy」
5月10日　「SHINJUKU LOFT 13/35th Annivasary『master mind～strikingly expressive～』
5月25日　「BACK COAT PRESENTS「HYENA」」
5月28日　「Like an Edison PRESENTS EDISIDE -AGAIN-」
6月4日　「Like an Edison PRESENTS EDISIDE -AGAIN-」
6月21日　「AREA 15th Anniversary Special LIVE Critical Highest *n」
7月9日　「Moran presents「歓迎の宴　洗礼　vivi編」」
7月30日　「indiscriminate killing show」
7月31日　「indiscriminate killing show」
8月3日　「indiscriminate killing show」
8月19日　「Sadie PRESENTS「THE UNITED KILLERS」」
8月25日　「SEVEN presents『SEVEN Collection Special』」
9月17日　「凛 CD&DVD発売記念公演2012 「AWAKING from -Independent "MAZE"-」」
9月18日　「凛 CD&DVD発売記念公演2012 「AWAKING from -Independent "MAZE"-」
9月30日　「凛 CD&DVD発売記念公演2012 「AWAKING from -Independent "MAZE"-」
9月26日　「Like an Edison PRESENTS EDISIDE -AGAIN-2012vol.2」
11月2日～12月12日單獨巡迴公演「XII party 2012"LOSE YOUR BREATH" tour」
12月12日　會場限定單曲「CUNNING KILLER」發行
- 2013年

2月3日　HEAVEN SWITCH presents「INNOVATOR'S TRIGGER vol.1」
3月起茂吉(齋藤紳一郎)開始擔任支援吉他手
3月9日　HEAVEN SWITCH presents「INNOVATOR'S TRIGGER vol.2」
3月30日　「C'est la vie~REMAIN OF THE 20th YEARS HISTORY~」
4月18日　Brand X 25周年 live 第九弾
4月24日　迷你專輯「DEICIDA OF SILENCE」發行
5月1日　10週年+「DEICIDA OF SILENCE」發行紀念演出
5月23日起「BFN・D.I.D. カップリングツアー『Black：ID』」
5月31日起「10th Anniversary 2MAN TOUR“12012 ［X］ DEATHGAZE”」
7月4日　「J-ROCK A GO! GO!」
7月20日　齋藤紳一郎正式加入
8月10日　DIAURA主催LIVE 「日本独裁計画2013」
8月26日　「Hope And Live〜HIV/AIDS治療支援ベネフィット・コンサート2013」
8月29日　Jupiter presents「The Wishing Ceremony」
9月8日起FALL TOUR 2013「Purification of the Soul」
9月11日　迷你專輯「THE SWAN」發行
資料來源：日本維基百科、visunavi

## 相關連結
12012官網

NAYUTAWAVE官網(舊)（页面存档备份，存于）

12012官方部落格（页面存档备份，存于）

12012官方部落格(舊)（页面存档备份，存于）

12012官方推特（页面存档备份，存于）

宮脇渉推特（页面存档备份，存于）

酒井洋明推特（页面存档备份，存于）

齋藤紳一郎推特（页面存档备份，存于）

川内亨推特（页面存档备份，存于）

12012官方youtube頻道（页面存档备份，存于）

12012 ONLINE SHOP

12012ニコニコ生放送（页面存档备份，存于）

日本維基百科-12012（页面存档备份，存于）